# بخش روتاس
بخش روتاس (به انگلیسی: Rohtas district) یک منطقهٔ مسکونی در هند است که در بخش پتنا واقع شده‌است. بخش روتاس ۳٬۸۴۷٫۸۲ کیلومتر مربع مساحت و ۲٬۹۵۹٬۹۱۸ نفر جمعیت دارد.